# Euriphene schoutedeni
Euriphene schoutedeni är en fjärilsart som beskrevs av Frans G.Overlaet 1954. Euriphene schoutedeni ingår i släktet Euriphene och familjen praktfjärilar. Inga underarter finns listade i Catalogue of Life.